# 必殺山本るりこ
『必殺山本るりこ』（ひっさつやまもとるりこ）は唐沢なをきのギャグ漫画作品。
竹書房の漫画雑誌である「まんがくらぶ」の1992年12月号、及び同社の漫画雑誌「コミックガンマ」の1992年No.1から1995年No.20まで全21話連載された。単行本全1巻。

## 概要
やどかり高校に通う女子高校生山本るりこが、毎回様々な部活やクラブ（基本的にはバレーボール部）に所属しながら、「お前達の○○にかける情熱はそんなものだったのか」が口癖のコーチの熱血（というより非常識極まる）特訓によってライバルの金丸信子（かねまるしんこ）と競い合う、というスポ根少女漫画のパロディといえるギャグ漫画。作者は単行本のあとがきで「何も生み出さない毎回同じことをやり続ける漫画」を目指して描いた、というような事を述べている。
最初の回では、るりこの所属は演劇学校だったりするが、連載が進むにつれて上記の設定に変わっていった。また、毎回るりこの友人の柏木さんが必ず死亡するというパターンも定着してきた。その他のライバルとして、「運動会部四天王」の異名を持つ4人組渡辺美智雄子（わたなべみちおこ）、土井たかこ子（どいたかここ）、河野自民党総裁子（こうのじみんとうそうさいこ）、ダルマみたいな体型の人などが登場。

## 各話の内容
1. ああ人生に涙あり（演劇学校）
2. 闘え！動物性プランクトン（ミジンコクラブ）
3. 江戸時代でGO（バレーボール部）
4. ゴジラみたいなの上陸（バレーボール部）
5. 極地征服（水泳部）
6. 血涙！雪合戦（雪合戦部）
7. 海上デスマッチ（バレーボール部）
8. 肉弾！女相撲（女相撲部）
9. 嵐を呼ぶ女（バレーボール部）
10. きよしこのよる（バレーボール部）
11. 乱闘節分（節分部、ひなまつり部）
12. 野望運動会 I（バレーボール部、運動会部）
13. 野望運動会 II（バレーボール部、運動会部）
14. 野望運動会 III（バレーボール部、運動会部）
15. 死闘！秋の味覚（クリ拾い部）
16. 愛の奴隷（SMクラブ、スカトロ部）
17. 年末進行 I（漫研）
18. 年末進行 II（漫研）
19. 感冒勝負（バレーボール部）
20. 春爛漫や花の色（お花見部）
21. スペース・オデッセイ（宇宙バレーボール部）

ちなみに単行本のあとがきでは「のろし部」が登場する。